# Ovínio Galicano
Ovínio Galicano (em latim: Ovinius Gallicanus) foi um oficial romano do século IV, ativo no reinado dos imperadores Diocleciano (r. 284–305), Maximiano, Constâncio Cloro (r. 293–306), Galério (r. 293–311), Constantino (r. 306–337) e Licínio (r. 308–324).

## Vida
Ele talvez pode ser identificado com o homônimo que em data incerta deu terras à Igreja de São Pedro, Paulo e João em Óstia. Em 293/300, foi curador de Teano Em 4 de agosto de 316, é atestado como prefeito urbano de Roma, como sucessor de Caio Vécio Cossínio Rufino, e manteve o ofício ao menos até 15 de maio de 317. Em fevereiro de 317, torna-se cônsul anterior com Cesônio Basso.